# گذرگاه ترا
گذرگاه ترا (انگلیسی: Tera Pass) مسیر اصلی اتصال ولایات لوگر و پکتیا در افغانستان است. این گذرگاه تا سال ۲۰۰۶ آسفالت نشده بود تا اینکه آسفالت سازی به عنوان بخشی از تلاش‌های بازسازی بین‌المللی در دستور قرار گرفت.

## تاریخچه
این گذرگاه از دوران باستان مورد استفاده بوده و به عنوان یکی از اصلی‌ترین گذرگاه‌های اتصال کابل به هند است. گذرگاه‌های جایگزین از منطقه خارور لوگر به غرب وجود دارد.

## موقعیت جغرافیایی
این گذرگاه از یال کوهستانی ناهموار عبور می‌کند و ارتفاع قله‌های نزدیک آن ۱۱۰۰۰ متر است. این گذرگاه از پایین‌ترین قسمت لوگر تقریباً ۳۵۰۰ متری صعود می‌کند و از دره رود گاردز به سمت جنوب تقریباً ۲۰۰۰ پایین می‌آید. در این گذرگاه در ماه‌های زمستان باران سنگینی می‌بارد و آن را صعب العبور می‌سازد. ماه‌های تابستان بارش برف در ضلع شمالی یال کوه ادامه دارد.

## مردم
منطقه گذرگاه ترا عمدتا خالی از سکنه است و فقط در شهرک‌های شمالی گذرگاه سکونتگاه‌های کوچک و جزئی وجود دارد.